# Mychajło Omelianowycz-Pawlenko
Mychajło Wołodymyrowycz Omelianowycz-Pawlenko (ukr. Михайло Володимирович Омелянович-Павленко; ur. 26 listopada?/8 grudnia 1878 w Tyflisie, zm. 29 maja 1952 w Paryżu) – ukraiński generał i działacz niepodległościowy.

## Życiorys
Urodził się w rodzinie, w której żywe były tradycje kozackie. Ukończył szkołę oficerską. Absolwent Nikołajewskiej Akademii Sztabu Generalnego w Petersburgu. W latach 1904–1905 brał udział w wojnie rosyjsko-japońskiej, a następnie w I wojnie światowej jako dowódca pułku gwardii. Został odznaczony m.in. Złotym Krzyżem św. Jerzego. Był także komendantem szkoły oficerskiej.
Po proklamowaniu w 1917 Ukraińskiej Republiki Ludowej, tworzył zręby armii URL. Dowodził ukraińską brygadą w Katerynosławiu, a od kwietnia do listopada 1918 – 3 Dywizją Strzelecką w Połtawie. Od połowy grudnia 1918 do początków czerwca 1919 stał na czele Ukraińskiej Armii Halickiej, stanowiącej siły zbrojne Zachodnioukraińskiej Republiki Ludowej. Następnie został dowódcą Korpusu Zaporoskiego Armii Czynnej URL. Jednostki pod jego dowództwem oblegały Lwów broniony przez Polaków. Po zawarciu rozejmu z Polską a następnie po zawarciu polsko-ukraińskiej umowy sojuszniczej, oddziały podporządkowane Omelianowiczowi-Pawlence w lipcu-sierpniu 1920 broniły Galicji Wschodniej przed Armią Czerwoną na linii Dniestru, stanowiąc skrajne prawe skrzydło frontu przeciwbolszewickiego. Sam Omelianowicz-Pawlenko był bardzo popularny wśród szeregowych żołnierzy za skromność i szacunek dla podwładnych. Oddziały te były bardzo pozytywnie oceniane przez m.in. Józefa Piłsudskiego i Mariana Kukiela.
Po zakończeniu wojny M. Omelianowicz-Pawlenko przebywał w Warszawie. Został na żądanie sowieckie zgłoszone przez Lwa Karachana wobec rządu RP zmuszony na przełomie 1921/1922 r. do opuszczenia Polski wbrew stanowisku Piłsudskiego w tej sprawie. Po wyjeździe poprzez Wolne Miasto Gdańsk generał zamieszkał w Pradze, a potem w Paryżu.
W czasie II wojny światowej podjął współpracę z Niemcami. Od 1942 był atamanem Ukraińskich Wolnych Kozaków, od 1943 był głównodowodzącym tzw. Ukraińskiej Armii Wyzwoleńczej. W marcu 1945 wstąpił do Ukraińskiego Komitetu Narodowego, zostając przewodniczącym wydziału wojskowego na osobistą prośbę gen. Pawło Szandruka.
Po kapitulacji III Rzeszy wyjechał na Zachód. W latach 1945–1948 pełnił funkcję ministra spraw wojskowych w rządzie ukraińskim na uchodźstwie, działając na rzecz niepodległości Ukrainy. Zmarł w 1952 r. w Paryżu.
Brat generała Iwana Omelianowicza-Pawlenki.